# Metopius rileyi
Metopius rileyi là một loài tò vò trong họ Ichneumonidae.